# Fidji Simo
Fidji Simo   (Seta, 5 d'octubre de 1985) (nascuda el 5 d'octubre de 1985) és una empresària franco-nord-americana i directora executiva i presidenta d'Instacart. Abans d'Instacart, va treballar durant una dècada a Facebook, on va ser una de les principals executives i va dirigir Facebook App.
Va ser cofundadora de The Metrodora Institute, una clínica de salut i institut de recerca, i actualment és presidenta de The Metrodora Foundation. Forma part de la junta directiva d'OpenAI i Shopify.
Es va graduar de HEC Paris i la Universitat de Califòrnia a Los Angeles.